# Académie royale militaire de Meknès
Pour les articles homonymes, voir ARM.
L’Académie royale militaire (ARM) est l'académie militaire du Maroc, située à Meknès. Elle a été créée en 1918 sous le nom d’école militaire de Dar El-Beïda.
L'académie a formé un grand nombre de personnalités militaires marocaines, y compris des généraux et des officiers issus de différents pays.

## Origine
À l'origine, c'est un palais bâti par le sultan Sidi Mohammed Ben Abdellah petit-fils du grand sultan Moulay Ismaïl entre 1760 et 1775.
Il fut ensuite abandonné à la suite du pillage durant la période d'instabilité politique au Maroc, connue par Siba, durant le règne du sultan Moulay Abderrahmane, le bâtiment est alors utilisé comme dépôt de vivres et en arsenal. Elle devient, lors du règne du sultan Moulay Hassan Ier, une caserne militaire nommée Kaschla du Tabor des Haraba avant de devenir une école d'officiers instructeurs marocains formés par la mission française.

## Création
En 1955, après l'indépendance du Maroc, elle prend son nom actuel : l'Académie royale militaire de Meknès.

## Mission
L'Académie royale militaire a pour mission d'assurer la formation complète des officiers d'active des armes et services de l'armée de terre ainsi que celle des fusiliers destinés à l'armée de l'air et à la marine royale. Et comprend également un lycée (seules les classes de 1re et 2e année du bac) qui assure la préparation des candidats élèves officiers au baccalauréat de l'enseignement secondaire.

## Formation
Pour une formation militaire et paramilitaire pour une durée des études de 4 ans.
Matières principales : Physique, mécanique des matériaux, génie des matériaux, automatique et robotique, instrumentation, gestion et management, marchés publics, informatique industrielle, probabilités et statistiques, algèbre matricielle et géométrie, analyse, mécanique générale, informatique, génie civil, électronique.

## Personnalités liées à École militaire de Dar El Beida
- Général de Butler : commandant de l'École militaire de Dar El Beida de 1940 à 1941.
- Ahmed Dlimi
- Brice Oligui Nguema
- Mohamed Oufkir
- Hosni Benslimane
- Abdelaziz Bennani
- Ely Ould Mohamed Vall
- Mohamed Ould Abdel Aziz
- Mohamed Ould Ghazouani
- Ibrahim Traoré